# Günter Grandt
Günter Grandt (* 25. Juni 1926 in Wanne-Eickel; † 21. April 1995) war ein deutscher Fußballspieler, der von 1954 bis 1958 in der Oberliga West für Westfalia Herne 81 Spiele absolviert und dabei 33 Tore erzielt hat.

## Laufbahn
Günter Grandt gehört zu den Spielern von Westfalia Herne, die unmittelbar nach dem Ende des Zweiten Weltkriegs, zuerst unter dem Namen SC Westfalen Strünkede Herne, wieder den Ball zum Rollen brachten. Anfang 1946 wurde der Westfälische Fußball-Bund gegründet und ein Meisterschaftsbetrieb in die Wege geleitet. Die Westfalia trat in der Landesliga Westfalen, Gruppe 1 an und hatte es mit dem VfL Bochum, SpVg Röhlinghausen und insbesondere dem Altmeister Schalke 04 zu tun. Der noch 19-jährige Nachwuchsspieler Grandt gehörte am 31. März 1946 der Westfalia-Mannschaft an, die mit einem 3:1-Sieg vor 20.000 Zuschauern den „Königsblauen“ eine Niederlage beibrachte. Er spielte neben Mittelstürmer Paul Matzkowski auf Halblinks und erzielte ein Tor. Durch den vierten Rang in der Serie 1946/47 fand Herne keine Aufnahme für die ab 1947/48 neu installierte Fußball-Oberliga West. Als die Vertragsspieler-Ära ab der Runde 1949/50 auch im Westen eingeführt wurde, gehörte Grandt mit der Mannschaft vom Stadion am Schloss Strünkede, der neu eingeführten 2. Liga West an. Fünf Runden verbrachte der Lehramtskandidat und spätere Volksschullehrer mit seinem Verein in der 2. Liga West. Er war Spielmacher und Torschütze in einer Person. Von 1949 bis 1954 brachte er es in 127 Ligaspielen auf 83 Tore. Herausragend war die Runde im Weltmeisterschaftsjahr 1954 als der Westfalia mit der Vizemeisterschaft der direkte Aufstieg in die Oberliga gelang. Am 30. Mai 1954 erzielte Grandt das Siegtor zum 2:1-Auswärtserfolg gegen Wattenscheid 09 und damit war der Aufstieg für Herne perfekt. Unter Trainer Rudolph Prokoph absolvierte er in der Aufstiegssaison 28 Zweitligaspiele und erzielte dabei 28 Tore. In der SC-Rangliste der 2. Liga West nimmt Mitspieler Herbert Pogner mit 45 Toren in 83 Ligaspielen den zweiten Rang hinter Grandt ein.
Im ersten Jahr in der Oberliga West, 1954/55, absolvierte der Spielmacher und Torjäger alle 30 Spiele und erzielte 18 Tore. Westfalia hielt denkbar knapp mit dem 13. Rang die Klasse. Das erste Oberligaderby gegen den Stadtteilrivalen SV Sodingen fand am 3. Oktober 1954 vor 27.000 Zuschauern statt und endete mit einer 0:1-Heimniederlage für Westfalia durch ein Tor von Gerd Harpers. Zur Runde 1955/56 übernahm Fritz Langner das Traineramt in Herne und es begann die Torhüterkarriere von Hans Tilkowski. Für den Lehrer an der Volksschule am Schützenplatz, dem heutigen Berlin Platz, kam es in seinem zweiten Oberligajahr zu zwei internationalen Berufungen. Der DFB führte im Jahre 1955 ein Länderspiel mit der deutschen Fußballnationalmannschaft der Amateure durch. Das Spiel fand am 12. November 1955 in London gegen England statt. Die deutsche Amateurauswahl gewann mit 3:2 Toren und der Mann aus Herne steuerte einen Treffer dazu bei. Zusammen mit Matthias Mauritz, Hans Zeitler, Herbert Schäfer und Fritz Zimmermann bildete er auf Halbrechts den deutschen Sturm. Auch bei seiner zweiten Berufung in die DFB-Amateurelf gelang ihm ein Treffer bei dem 3:3-Remis am 19. Mai 1956 in Freiburg gegen Frankreich.
Das letzte Meisterschaftsspiel bestritt Grandt im Alter von 31 Jahren am 1. Dezember 1957 bei der 1:3-Auswärtsniederlage bei Alemannia Aachen an der Seite von Hans Tilkowski, Alfred Pyka und Helmut Benthaus. Piorr zitiert auf Seite 212 einen Fan:

„Mein Lieblingsspieler der Nachkriegszeit war Günter Grandt, ein Spielmacher, wie ich bis heute noch keinen zweiten gesehen habe: Halblinks, großer Kerl, schwarze Haare, Ballgefühl, der Pässe über 40 Meter schlagen konnte. Und wenn der von 25 Meter einen drauf gehauen hat, da war nur ein Strich in der Luft. Bevor der Torwart in die Ecke hechten konnte, zappelte der Ball schon im Netz.“

Günter Grandt war als Lehrer tätig und beendete nach der Saison 1957/58 seine Laufbahn in der Oberliga West. Der seit dem Jahr 1956 verheiratete Familienvater ist 1995 an einer Folgeerkrankung einer Nierendialyse gestorben. Er war nebenbei auch noch jahrelang als Feldhandballer aktiv und blieb Amateur, obwohl er von großen Vereinen wie Borussia Dortmund und Fortuna Düsseldorf umworben wurde. Insgesamt werden ihm für Westfalia Herne 280 Pflichtspieleinsätze gut geschrieben.